# Miss Italia 2009
Miss Italia 2009 si è svolta a Salsomaggiore Terme dal 12 al 14 settembre 2009, ed è stata condotta da Milly Carlucci. Vincitrice del concorso è stata la diciottenne Maria Perrusi di Cosenza. Seconda classificata Mirella Sessa di Caserta vincitrice della fascia Miss Deborah e infine terza Letizia Bacchiet di Borgo Valbelluna (BL) vincitrice del titolo Miss Sorriso Agos.

## La gara
Le selezioni delle sessanta partecipanti al concorso sono avvenute il 27 agosto 2009 e sono state effettuate da una giuria composta da Gianna Tani, Clizia Fornasier, Riccardo Sardonè, Fioretta Mari, Raffaello Tonon, Gianfranco Terrin, Edelfa Chiara Masciotta, Claudia Andreatti e Diana Curmei.
Miss Italia si è svolto dal 12 al 14 settembre 2009 a Salsomaggiore Terme ed è stato trasmesso in diretta nazionale da Rai Uno. La gara si è svolta in tre serate condotte da Milly Carlucci. L'organizzazione dell'evento è di Enzo Mirigliani e della figlia Patrizia Mirigliani. Le sessanta concorrenti sono divise in quattro categorie: vamp, sportive, trendy e romantiche (ogni categoria rappresentata da un "padrino" del mondo dello spettacolo: rispettivamente: Alessio Di Clemente, Massimiliano Rosolino, Giampaolo Morelli e Andrea Montovoli), sono giudicate dalla giuria composta da Guillermo Mariotto, Ricky Tognazzi, Rita Rusić, Sergio Assisi e Claudio Cecchetto. L'elezione di Miss Italia infatti avviene per metà tramite voti della giuria e per metà tramite televoto. Alla fine della terza serata del concorso è stata incoronata vincitrice Maria Perrusi, che ha ricevuto il premio da Federica Pellegrini.

## Piazzamenti
| Risultato finale     | Concorrente |
| -------------------- | --- |
| Miss Italia 2009     | - – Maria Perrusi |
| Seconda classificata | - – Mirella Sessa |
| Terza classificata   | - - Letizia Bacchiet |
| Top 5                | - - Tiziana Morgillo - – Alessia Delli Veneri |
| Top 8                | - – Giulia Luchi - – Simona Paola Genovese - – Solena Maggiacomo |
| Top 20               | - – Federica Ciriani - – Aurora Felici - – Oriana Morandi - – Adriana Solange Guita Turecek - – Ludovica Caramis - – Martina Tinozzi - – Silvia Della Bruna - – Fiorella Isoni - – Veronica Sogni - – Loredana Di Biaso - – Francesca Pallotta - – Claudia Loy |

## Altri riconoscimenti
- Miss Cinema: Claudia Loy
- Miss Eleganza: Giulia Luchi
- Miss Deborah: Mirella Sessa
- Miss Wella Professionals: Valentina Agnoletto
- Miss Diana T Moda Mare: Francesca Pallotta
- Miss Cotonella: Sara Galimberti
- Miss Miluna: Aurora Felici
- Miss Sorriso Agos: Letizia Bacchiet
- Miss Peugeot: Gaia Variale
- Miss Rocchetta Bellezza: Ludovica Caramis
- Miss TV Sorrisi e Canzoni: Veronica Sogni
- Miss Sasch Modella Domani: Veronica Sogni
- Miss Valleverde Ragazza in Gambissime: Denise Buratti
- Miss Moda Italia: Federica Sperlinga[8]

## Le concorrenti
01) Tiziana Morgillo (Miss Rocchetta Bellezza Campania)

02) Giulia Grandinetti (Miss Valleverde Ragazza in Gambissime Marche)

03) Federica Ciriani (Miss Friuli Venezia Giulia Cotonella)

04) Sara Galimberti (Miss Lombardia Cotonella)

05) Marina Mangherini (Miss Sasch Modella Domani Emilia Romagna)

06) Giorgia Sofia Moriondo (Miss Valle d'Aosta Cotonella)

07) Maria Perrusi (Miss Calabria Cotonella)

08) Aurora Felici (Miss Lazio Cotonella)

09) Sarah Baderna (Miss Valleverde Ragazza in Gambissime Emilia Romagna)

10) Giulia Luchi (Miss Toscana Cotonella)

11) Carolina Nocentini (Miss Deborah Toscana)

12) Oriana Morandi (Miss Basilicata Cotonella)

13) Letizia Bacchiet (Miss Veneto Cotonella)

14) Federica Poso (Miss Diana T Moda Mare Molise)

15) Gaia Variale (Miss Puglia Cotonella)

16) Valentina Agnoletto (Miss Sorriso Agos Veneto)

17) Mirella Sessa (Miss Sasch Modella Domani Campania)

18) Valentina Rosa (Miss Molise Cotonella)

19) Simona Paola Genovese (Miss Wella Professionals Sicilia)

20) Flavia Forte (Miss Abruzzo Cotonella)

21) Gaia Nicolodi (Miss Trentino Alto Adige Cotonella)

22) Adriana Guita Turecek (Miss Valleverde Ragazza in Gambissime Liguria)

23) Stefania Avellino (Miss Liguria Cotonella)

24) Claudia Terrasi (Miss Sicilia Cotonella)

25) Romana Cenesi (Miss Eleganza Segue… Puglia)

26) Solena Maggiacomo (Miss Rocchetta Bellezza Lazio)

27) Vittoria Coccorese (Miss Sorriso Agos Campania

28) Ilaria Faragò (Miss Rocchetta Bellezza Calabria)

29) Silvia Vario (Miss Rocchetta Bellezza Sicilia)

30) Giulia Carulli (Miss Sasch Modella Domani Sicilia))

31) Desiree Cacini (Miss Eleganza Segue… Umbria)

32) Sabrina Siciliano (Miss Sasch Modella Domani Piemonte e Valle D'Aosta)

33) Giulia Papotti (Miss Deborah Lombardia)

34) Denise Buratti (Miss Romagna Cotonella)

35) Ludovica Caramis (Miss Deborah Lazio)

36) Silvia Palamà (Miss Wella Professionals Lombardia)

37) Alessia Delli Veneri (Miss Prima dell'Anno 2009 Cotonella)

38) Claudia Oberrauch (Miss Wella Professionals Trentino Alto Adige)

39) Martina Tinozzi (Miss Umbria Cotonella)

40) Elisa Billi (Miss Sorriso Agos Toscana)

41) Silvia Della Bruna (Miss Rocchetta Bellezza Friuli Venezia Giulia)

42) Daniela Mazzaferro (Miss Marche Cotonella Marche)

43) Giulia Marini (Miss Wella Professionals Marche)

44) Simona Palazzo (Miss Campania Cotonella)

45) Fiorella Isoni (Miss Sardegna Cotonella)

46) Giulia Capodacqua (Miss Eleganza Segue… Abruzzo)

47) Elena Gamba (Miss Sorriso Agos Lombardia)

48) Martina Mastroberardino (Miss Piemonte Cotonella)

49) Chiara Salvatori (Miss Diana T Moda Mare Lazio)

50) Martina Alberti (Miss Emilia Cotonella)

51) Anna Bagnasco (Miss Eleganza Segue… Liguria)

52) Federica Sperlinga (Miss Sorriso Agos Sicilia)

53) Veronica Sogni (Miss Diana T Moda Mare Lombardia)

54) Valentina Peccolo (Miss Sasch Modella Domani Veneto)

55) Tiziana De Giacomo (Miss Deborah Basilicata)

56) Loredana Di Biaso (Miss Valleverde Ragazza in Gambissime Puglia)

57) Francesca Pallotta (Miss Valleverde Ragazza in Gambissime Lazio)

58) Valentina Rosani (Miss Diana T Moda Mare Veneto)

59) Rossella Schiuma (Miss Deborah Sardegna)

60) Claudia Loy (Miss Wella Professionals Lazio)

## Riserve
61) Federica Manenti (Lombardia)

62) Ilaria Bruno (Lazio)

63) Valentina Pan (Veneto)

64) Valentina Targa (Trentino Alto Adige)

## Giuria
- Sergio Assisi
- Claudio Cecchetto
- Guillermo Mariotto
- Rita Rusić
- Ricky Tognazzi

## Ospiti
- Tania Cagnotto
- Tiziano Ferro
- Alessia Filippi
- Paris Hilton
- Federica Pellegrini
- Eros Ramazzotti

## Ascolti
| Puntata           | Spettatori | Share  | Fonte  |
| ----------------- | ---------- | ------ | ------ |
| 12 settembre 2009 | 3.063.000  | 24,53% | [ 9 ]  |
| 13 settembre 2009 | 3.826.000  | 21,23% | [ 10 ] |
| 14 settembre 2009 | 5.252.000  | 28,13% | [ 11 ] |